# Curcuma papilionacea
Curcuma papilionacea — вид квіткових рослин роду куркума (Curcuma) родини імбирних (Zingiberaceae). Описаний у 2020 році.

## Поширення
Ендемік Таїланду. Поширений лише у провінції Сатун на півдні країни. Росте в супіщаних глинистих суглинках на краю деградованих лісів.